# Ассистентка (фильм, 2019)
«Ассистентка» (англ. The Assistant) — американский драматический фильм 2019 года. Сценаристом, режиссёром, продюсером и монтажёром является Китти Грин. В фильме Джулия Гарнер играет младшую ассистентку (помощницу) в кинокомпании. В фильме также снимаются Мэттью Макфейден, Макензи Ли, Кристин Фросет, Джонни Орсини (англ. Jonny Orsini) и Ноа Роббинс.
Премьера «Ассистентки» состоялась на кинофестивале в Теллурайде 30 августа 2019 года, а 31 января 2020 года фильм был выпущен в США компанией Bleecker Street. Кинофильм был хорошо принят критиками, которые особенно высоко оценили актёрскую игру Джулии Гарнер и клаустрофобное изображение офисной жизни в фильме.

## Сюжет
Действие фильма происходит в течение одного дня из жизни Джейн, младшей помощницы, которая пять недель проработала в кинопроизводственной компании в Нью-Йорке.